# 2333 Porthan
2333 Porthan (1943 EP) là một tiểu hành tinh vành đai chính được phát hiện ngày 3 tháng 3 năm 1943 bởi Y. Vaisala ở Turku.